# Nordossetiska ASSR
Nordossetiska autonoma socialistiska sovjetrepubliken, förkortat Nordossetiska ASSR, var en autonom socialistisk sovjetrepublik som var belägen i Ryska SFSR mellan 1936 och 1990 och mellan 1990 och 1993 i Ryssland.